# Große Märkerstraße
Die Große Märkerstraße in Halle (Saale) befindet sich im unmittelbaren Zentrum der Stadt. Sie war eine der repräsentativsten Straßen Halles und bis ins 19. Jahrhundert wohnten hier vorwiegend Gelehrte. 

## Geographische Lage
Die Straße beginnt am südöstlichen Ende des Marktplatzes zwischen der Schmeerstraße im Westen und der Leipziger Straße im Osten. Sie verläuft nord-südlich. In sie münden die Kuhgasse, die Kleine Märkerstraße, die Kutschgasse. Sie wird nach etwa 240 Metern von der Sternstraße gekreuzt. Nach etwa 300 Metern mündet die Straße in die Straße Großer Berlin.

## Geschichte

### Straße
Die erste urkundliche Erwähnung der Straße stammt aus dem Jahr 1315 als Merkelinstrate oder Merclines Strate. Benannt war sie nach dem Geschlecht der Merkelin. Diese hatten ursprünglich einen Hof an der Stelle der Straße. Dieser zerfiel aber und das Geschlecht starb vermutlich aus. 1369 wurde vermerkt, dass der Patrizier Jacub Kindau Besitzer des Hauses zu der Weintraube in der Straße ist. Im selben Jahr wurde die Straße als Merkilstrate und 1456 als Mereklinstrate in den Schöffenbüchern vermerkt. Vor allem am Anfang des 15. Jahrhunderts gab es eine rege Bautätigkeit in der Straße.
Am 17. September 1683 kam es zu einem Brand in den Straßen Kleiner und Großer Berlin. Durch die Zerstörung der Gebäude wurde die Große Märkerstraße, welche bis dahin im Kleinen Berlin am Gasthof Zum Goldenen Stern endete, bis zum Großen Berlin verlängert. Um 1800 wurde die Straße zu den schönsten Straßen Halles gezählt und dabei mit Steinstraße, Ulrichstraße und dem Alten Markt gleichgesetzt.
1920 wurde die Breite der Straße mit „anfangs etwa zehn Schritt, später höchstens zwölf Schritte breit“ beschrieben.
Der Zweite Weltkrieg verursachte an den Gebäuden der Straße nur geringe Schäden. In den folgenden Jahrzehnten wurde der Bausubstanz aber kaum Beachtung durch die Stadtplanung geschenkt, wodurch die Gebäude dem Verfall preisgegeben waren. 
Anfang 1990 wurde begonnen, die Gebäude der Straße zu sanieren. Die ersten Gebäude, welche saniert wurden, waren die Häuser mit den Nummern 6, 10, 12, 20 und 27. Bauarbeiten hatten an den Gebäuden 11, 13, 18, 21, 22 und 23 begonnen, die Häuser 5, 14, 19, 25 und 26 waren noch ohne jegliche Sanierungsaktivitäten. 
1992 nahm die Stadt Halle am Wettbewerb „Erhaltung des historischen Stadtraumes in den neuen Ländern der Bundesrepublik Deutschland“ teil. Die Aktivitäten der Stadt wurden insbesondere im Hinblick auf die Große Märkerstraße und die Kleine Ulrichstraße gewürdigt. Im Bericht der Bewertungskommission von 1994 heißt es: „Die Große Märkerstraße, eine der bedeutendsten und ältesten Straßen der in 1.000 Jahren entstandenen Altstadt, wandelt sich aus einer ‚Straße der Ruinen‘ 1989 zur ‚Straße der Sanierung‘ 1993“
Am 12. Juli 1994 wurden acht Informationstafeln an den Gebäuden der Straße offiziell eingeweiht. Die Tafeln wurden von Hannelore Heise und Sigrid Deutloff entworfen und vom Steinmetzbetrieb Himburg aus Jura-Marmor gefertigt. Auf ihnen befinden sich Informationen zu den einstigen Bewohnern der jeweiligen Gebäude.

### Einzelne Häuser

#### Nummer 2 bis 4
Das ursprüngliche Haus mit der Nummer 2 wurde vermutlich um 1553 von Stephan Merten errichtet. Georg Friedrich Händel hat hier bei Michael Hyntsch um 1700 das Oboespielen erlernt.
Die Nummer 3 war im 15. Jahrhundert Wohnhaus von wohlhabenden Patriziern. Unter anderen wohnte hier der Stadtphysikus Dr. Johann Machold (1521–1605). 1884 wurde das Haus Sitz der Musikinstrumentenbau- und Handlung von Herrmann Müller. Nach dem Zweiten Weltkrieg wurde das Unternehmen als Musikhaus Centrum fortgeführt, bevor ein Textilgeschäft dort einzog.
Die 4 war ebenfalls ein Patrizierhaus. 1726 ließ es Dr. Paul Hippius, Nachfahre des böhmischen Geschlechts der von Konitzscheck, im barocken Stil umbauen und sein Wappen mit einer Krone über dem Portal anbringen. Um 1825 bis Ende der 1860er Jahre war Prof. Dr. Gottlob Wilhelm Gerlach Besitzer des Hauses. Bei einem Bombenangriff wurde das Haus 1945 schwer beschädigt.

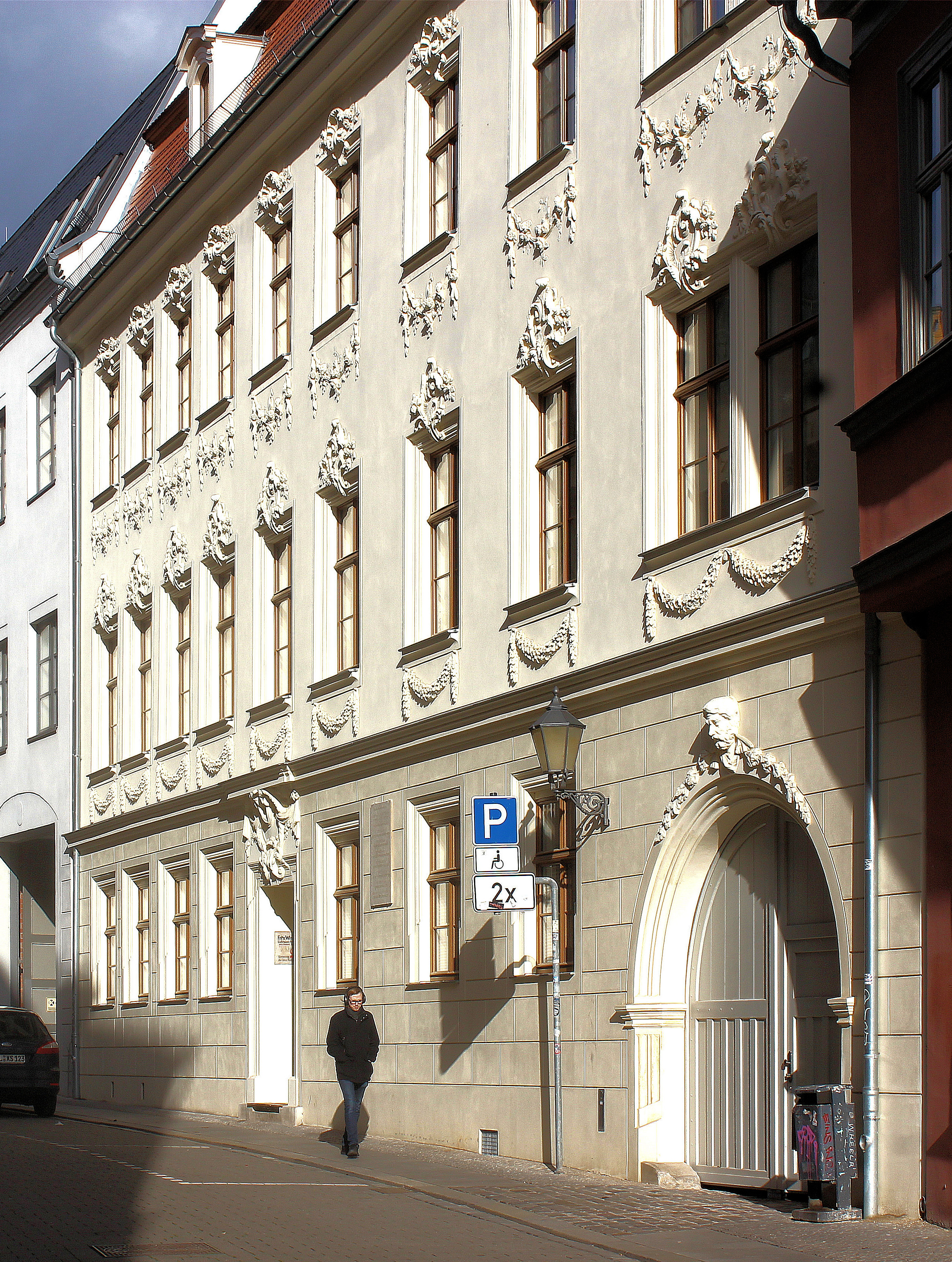
Große Märkerstraße 5 (2023)

#### Nummer 5
Das Haus Nummer 5 gehört zu den historisch bedeutendsten Gebäuden der Straße. Ursprünglich unter der Anschrift Ulrichsviertel 395 befand sich dort ein bereits zu Beginn des 16. Jahrhunderts errichtetes Haus. Erster urkundlich nachweisbarer Besitzer ist Hans Vester, der das Haus 1510 erwarb. Im Haus wohnten weiterhin unter anderem der Ratskämmerer Halles David Drachstedt und der städtische Archivar Carl August Wesener. 1717 erwarb Professor Justus Henning Böhmer (1674–1749) das Grundstück und ließ darauf bis 1719 ein neues Gebäude errichten. Dieses reich verzierte Gebäude im Stil des nordeuropäischen Barocks wurde auch für seine Innenausstattung und die Gestaltung des Hofes von Zeitgenossen gelobt. Als Böhmer starb, wurde sein jüngster Sohn Philipp Adolph Böhmer (1716–1789) Besitzer des Gebäudes. 
1817 wurde Wilhelm Hermann Niemeyer (1788–1840), späterer Direktor des Entbindungsinstituts der Universität, Eigentümer der Märkerstraße 5. Hier befand sich sowohl seine Praxis als auch seine Wohnung. Die mittlere Etage hatte Niemeyer an den Botanikprofessor Georg Friedrich Kaulfuß (1786–1830) vermietet. Nach dem Tod Niemeyers erwarb der Kaufmann Ludwig Flöthe das Gebäude und vermietete es an Gelehrte der Universität. So lebten u. a. Hermann Knoblauch (1820–1895) und Richard von Volkmann (1830–1889) hier. Am 1. April 1896 zog in die erste Etage der Großen Märkerstraße 5 Heinrich Lindner ein, ein Enkel des Wagenfabrikanten Heinrich Lindner. 1933 ging das Haus in den Besitz der Familie Klopfleisch über. 
Ende der 1980er Jahre wurden der Süd- sowie der Ostflügel des Hauses auf Grund des Bauzustandes abgerissen. Das Haus ist im Inneren sehr reichhaltig ausgestattet. Die Diele ist großzügig bemessen und mit einer Säule ausgestattet. In den Wohnräumen des ersten Stockes befinden sich Holztäfelungen, Ledertapeten und eine kunstvolle Parkettierung. Weiterhin verfügt fast jedes Zimmer über einen Kamin oder Kachelofen. Im zweiten Obergeschoss findet sich der einstige Festsaal, der sich fast über die ganze Etage ausbreitet. Der Stil ist eine Mischung aus Barock und Rokoko. 1988 wurde der Südflügel wegen Baufälligkeit abgerissen. Im Jahre 2008 wurde das unter Denkmalschutz stehende Haus, welches zwischenzeitlich der Bayerischen Hypovereinsbank gehörte, von der Stadt Halle aufgekauft, die es mangels Finanzmittel jedoch weiter verfallen ließ. Nachdem die Stadt das Haus 2016 wieder verkaufte, wurde es mit Fördermitteln denkmalgerecht restauriert und saniert und in Eigentumswohnungen aufgeteilt.

#### Nummer 6 – Weymarsches Haus
Der erste Besitzer der Großen Märkerstraße 6 war laut Lehnbuch ein Martin Reiche welcher 1557 das Haus an den Breslauer Mediziner Georg Laurea verkaufte. Laurea, zuvor Leibarzt der brandenburgischen Kurfürsten Joachim II., Johann Georg und Joachim Friedrich wurde 1566 zum Leibarzt des Erzbischofs Sigismund, der in der Halleschen Moritzburg residierte. Nach dem Tod Laureas übernahm sein Schwiegersohn Balthasar Brunner das Anwesen. Brunner war Leibarzt des Fürsten von Anhalt, betrieb seine eigene Praxis und chemische Forschungen. Auf Grund seiner guten wirtschaftlichen Verhältnisse erwarb Brunner 1587 die Große Märkerstraße 10 und zog dort ein. Die 6 verkaufte er an einen Hans Schmidt.
1784 ging das Gebäude in den Besitz des Leinenwebermeisters Johann Christian Weymar über. Das Gebäude blieb bis 1846 im Besitz dieser Familie und wurde daher Weymarsches Haus genannt. Um 1830 zog der jüdische Professor der Philologie Gottfried Bernhardy (1800–1875) in das Haus ein. Er lebte in der Großen Märkerstraße 6 bis 1848. Ein weiterer bekannter ehemaliger Bewohner der Nummer 6 war der Arzt Dr. Gustav Albert Hüllmann (1824–1899). Er verlegte im Januar 1850 seine Praxis von der Großen Ulrichstraße 24 hierher und blieb bis 1865 in der 6. Im 19./20. Jahrhundert wurde das Gebäude umgestaltet und war weiterhin sowohl Wohn- als auch Geschäftshaus. Auch heute (2007) wird die 2. Etage des Hauses noch bewohnt.

#### Nummer 7

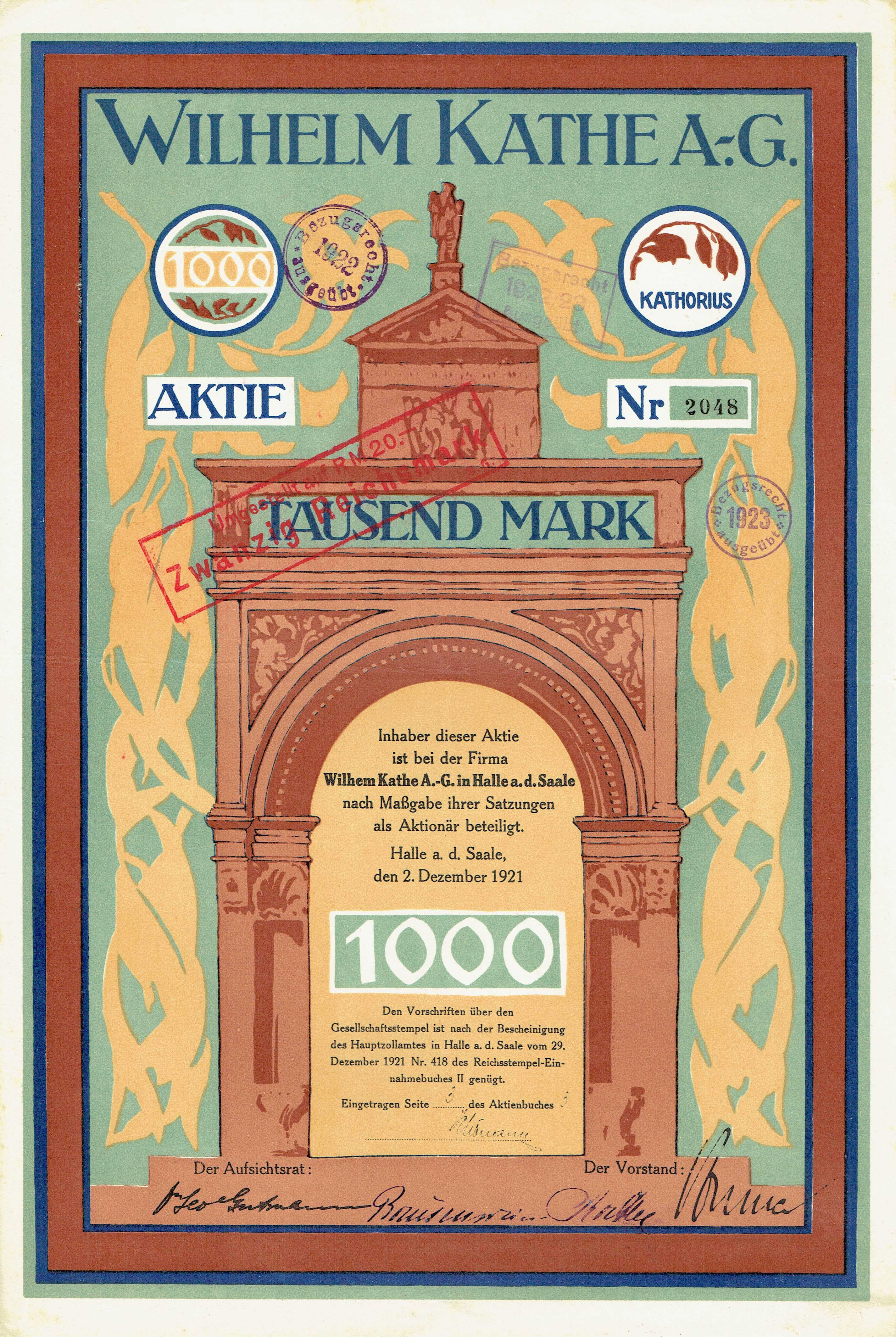
Gründeraktie der Wilhelm Kathe AG vom 2. Dezember 1921

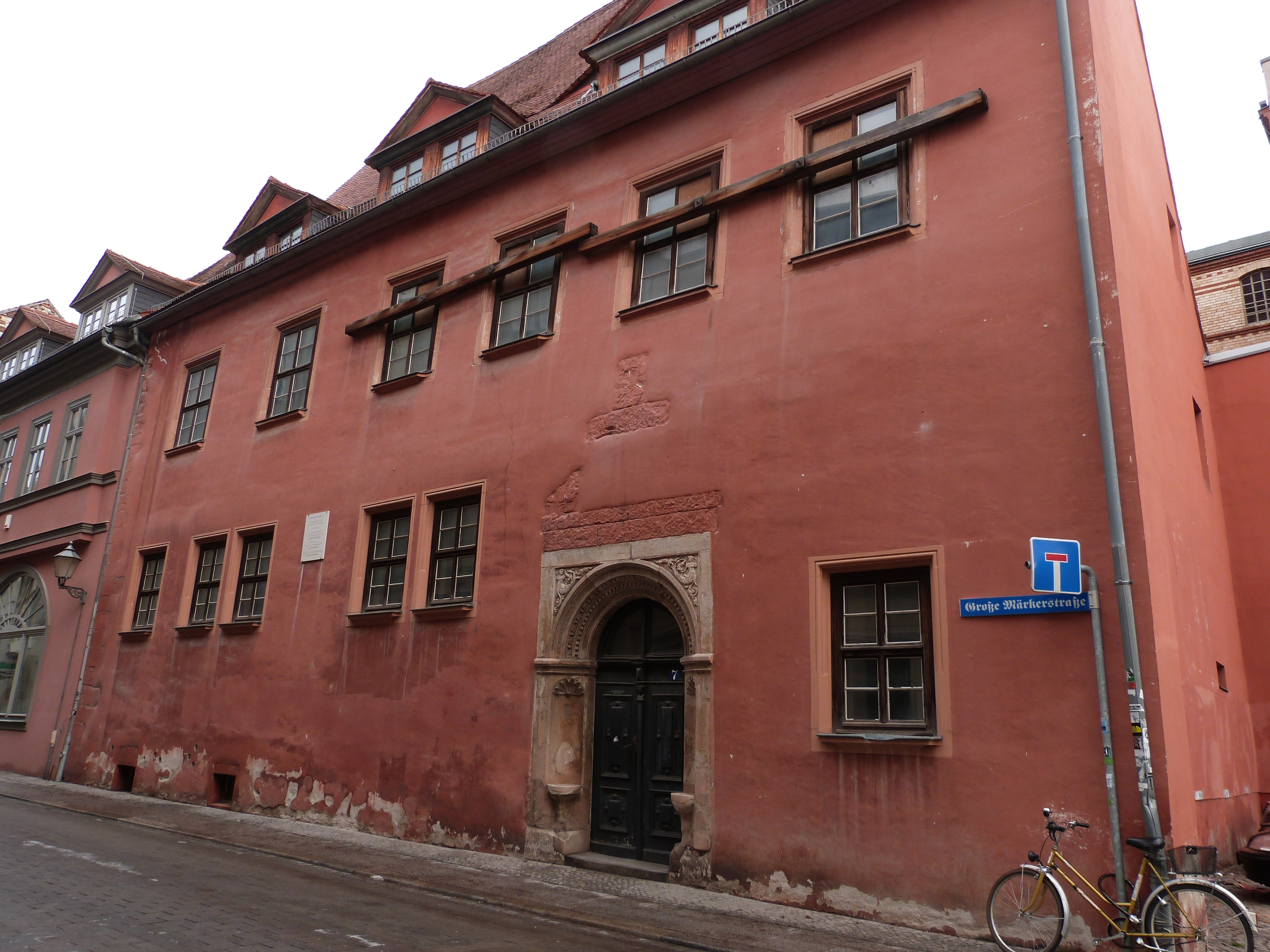
Große Märkerstraße 7

Das Haus mit der Nummer 7 ist ein Renaissancehaus aus dem 16. Jahrhundert. Ursprünglich hatte das Haus die Anschrift Ulrichsviertel 397. 1854 erhielt das Haus die Nummer 410, ab 1855 die Nummer 8 und seit 1893 trägt es die Nummer 7. Der erste urkundlich erfasste Besitzer des Hauses ist Augustinus Krause, ein Mitglied des Rats der Stadt und Pfänner, der 1544 das Gebäude erwarb. 1597 zog für zwei Jahre der Hofmedikus des Erzbistums Magdeburg Heinrich Brandes in das Haus ein. 1618 erwarb Caspar Neef der 1661 in der heutigen Nummer 7 lebte. 1681 wurde der Jurist und spätere Ratsmeister Konrad Bertram Eigentümer des Hauses. Dort lebte er bis zu seinem Tod 1722 oder 1733.
1750 wurde das Haus öffentlich für 1827 Taler zum Verkauf angeboten und vom Amtsverwalter Johann Georg Müller erworben. Es blieb auch nach dessen Tod im Besitz der Familie. 1846 erwarb der Landwirt Carl Eduard Sachse das Grundstück. 7.500 Taler zahlte dann Otto Julius Ludwig um die Nummer 7 zu erwerben. Da dieser drei Jahre später in finanzielle Schwierigkeiten geriet, verkaufte er es ebenfalls für 7.500 Taler an das Bankhaus A.W. Barnitson & Sohn.
1853 wurde im Haus eine Drogen- und Farbenhandlung gegründet, welche zusammen mit dem Gebäude 1871 von Wilhelm Kathe (1840–1909) für 14.000 Taler erworben wurde. Wilhelm Kathe war der jüngste Sohn  des Sattlers und Wagenmeisters Ludwig Kathe. Das Unternehmen Kathes entwickelte sich gut und wurde 1921 in eine Aktiengesellschaft umgewandelt. 1921 waren 36 Arbeiter, 60 Arbeiterinnen und 111 Angestellte im Betrieb tätig. Das Unternehmen wurde ständig erweitert, musste aber 1925 überraschend in die Liquidation gehen. Mit Abschluss der Liquidation bis 1933 war die Hallesche Druckerei-Gesellschaft mbH Eigentümer des Hauses. Während des Zweiten Weltkrieges wurde das Haus bei einem Bombenangriff am 31. März 1945 schwer getroffen, konnte aber, etwas verkürzt, wieder aufgebaut werden.
In diesem Haus verlebte auch der 1888 geborene Arzt und Autor Fritz Kahn seine ersten Lebensjahre, bevor er 1893 mit seiner Mutter und seinen Geschwistern dem bereits in die USA emigrierten Vater Arthur Kahn nach Hoboken nachzog.

#### Nummer 8 & 9

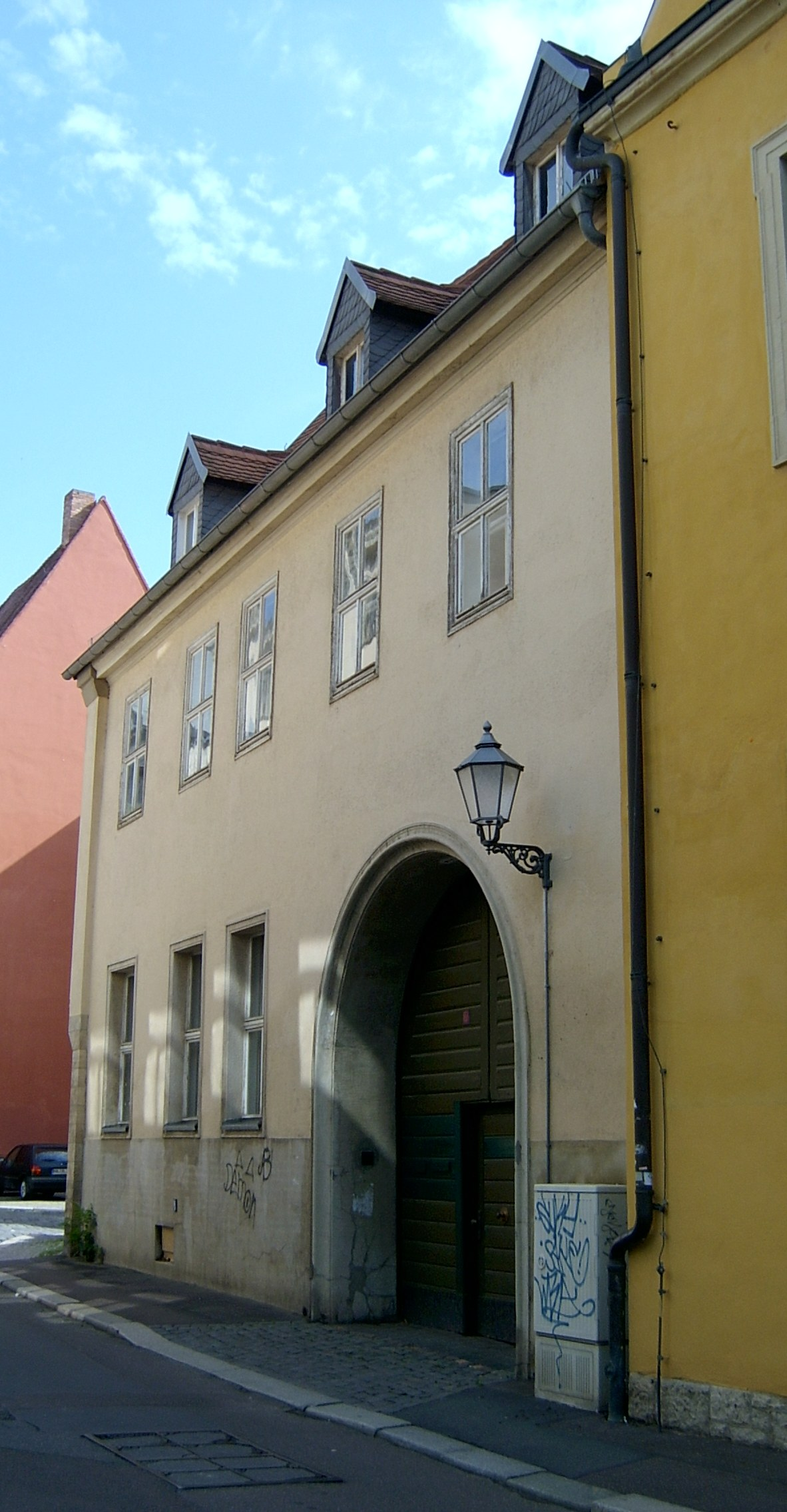
Große Märkerstraße 9

Die Nummer 8 existiert seit einem Bombentreffer beim Luftangriff vom 13. März 1945 nicht mehr. Der erste namentlich bekannte Besitzer dieses Hauses war ein Hans Hauskompter, welcher für das Jahr 1513 dokumentiert ist. Um 1700 bis zu seinem Tod am 19. Januar 1748 lebte der Professor für Rechtswissenschaften Johann Gerhard Schlitte in diesem Haus. 1750 verkaufte dessen Witwe das Haus an den Wirt Mörtschke, welcher hier eine Speiseanstalt mit Gasthaus, vermutlich vor allem für Studenten, einrichtete. Am 11. Dezember 1756 wurde in der Nummer 8 die zweite Hallesche Freimaurerloge die Philadelphia zu den drei goldenen Armen gegründet. Im 19. Jahrhundert wurde das Haus umgebaut, um dem aktuellen Zeitgeschmack zu entsprechen.
Das Haus mit der Nummer 9 wurde wahrscheinlich 1561 vom Ratsbaumeister Nickel Hoffmann errichtet. Die Jahreszahl 1561 findet sich über der Toreinfahrt. Auftraggeber für das Gebäude war vermutlich Urban Poplitz, der das Grundstück 1543 erworben hatte.

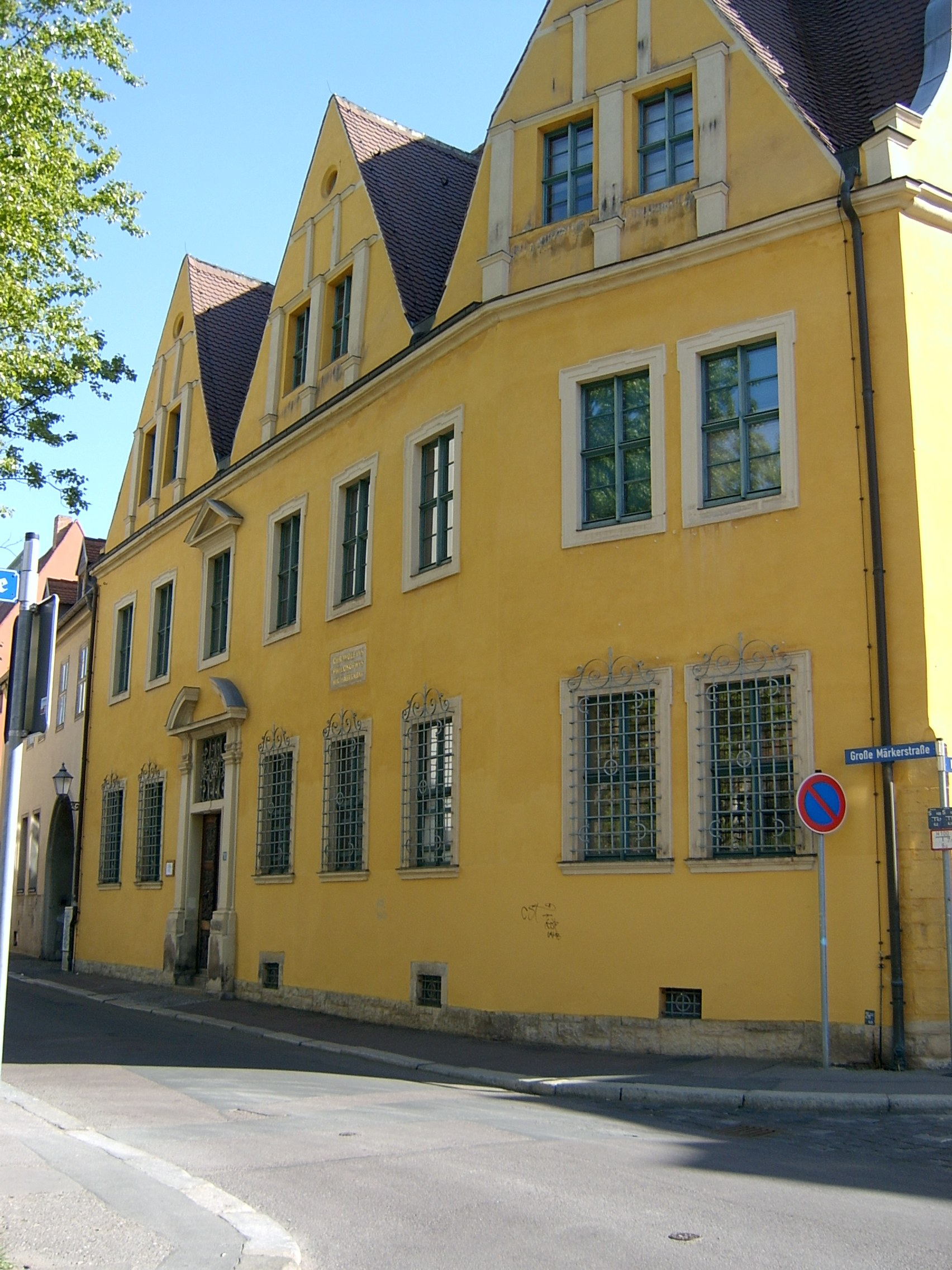
Große Märkerstraße 10

#### Nummer 10 – Christian-Wolff-Haus
Die Große Märkerstraße 10 befindet sich an der Ecke zum Platz Kleiner Berlin. Errichtet wurde das Renaissancegebäude um 1558 von Nickel Hofmann im Auftrag von Balthasar Freudemann. An Stelle des heutigen Gebäudes gab es aber wahrscheinlich bereits zum ausgehenden 15. Jahrhundert ein Gebäude. Erster im Lehnbuch aufgeführter Besitzer ist Ambrosius Gottschalk. 1587 erwarb Dr. Balthasar Brunner, zuvor auch Eigentümer der Nummer 6, das Haus. Es folgten dann verschiedene andere Besitzer, bevor am 16. Dezember 1699 Dr. Ernst Heinrich Knorre (1668–1732) das Haus übernahm. Als Mieter zog 1725 der Historiker Christoph Wagner ein. Dieser nahm einige Zeit später eine Stelle als Bibliothekar und Lehrer in Blankenburg am Harz an, bevor er einem Ruf der Universität Halle folgend zurückkehrte. Er verließ aber Halle wieder, da ihn die Universität „wegen einiger unrichtiger Lehrsätze“ nicht weiter beschäftigte. Nach dem Tod Knorres erwarb 1733 Johann Gottlieb Heineccius (1681–1741) das Gebäude. Der Professor der Rechte und der Philosophie lebte hier während seines Aufenthaltes in Halle und verstarb hier. Nach seinem Tod erwarb im November 1741 der nach Halle zurückgekehrte Professor der Philosophie und der Mathematik Christian Wolff (1679–1754) das Grundstück für 3.400 Taler. Auch er wohnte hier bis zu seinem Tod. Seine Witwe blieb Besitzerin des Hauses. Nach ihrem Tod erwarb Professor Christian Weber (–1762) 1761 das Haus. Weber verstarb bereits im Februar des folgenden Jahres. Mit seinem Tod endete auch die Zeit der Großen Märkerstraße 10 als Professorenhaus. Am 7. Mai 1764 erwarb der Buchdrucker Johann Justinus Gebauer (1710–1772) das Anwesen für 4.250 Reichstaler. Gebauer betrieb bereits seit 1733 die Buchdruckerei in Halle und vergrößerte mit dem Erwerb des Hauses seine Produktionsstätte, welche bei seinem Tod die größte Druckerei Halles darstellte. Der Betrieb wurde von den folgenden Generationen fortgesetzt und weiter ausgebaut. So wurde das Druckereiunternehmen 1902 in eine Gesellschaft mit beschränkter Haftung und 1923 in eine Aktiengesellschaft umgewandelt. Nach dem Zweiten Weltkrieg und der Besetzung Halles durch die Rote Armee wurden viele Maschinen demontiert und in die Sowjetunion verbracht. In den Hinterhäusern der 10 begann die Produktion des VEB Druckerei der Werktätigen. Im Wohnhaus wurde am 21. März 1954 mit der Ausstellung Halle 1800–1815 das Heimatmuseum der Stadt Halle eingerichtet. Seit 2005 ist das Christian-Wolff-Haus der Stammsitz des Stadtmuseums Halle.

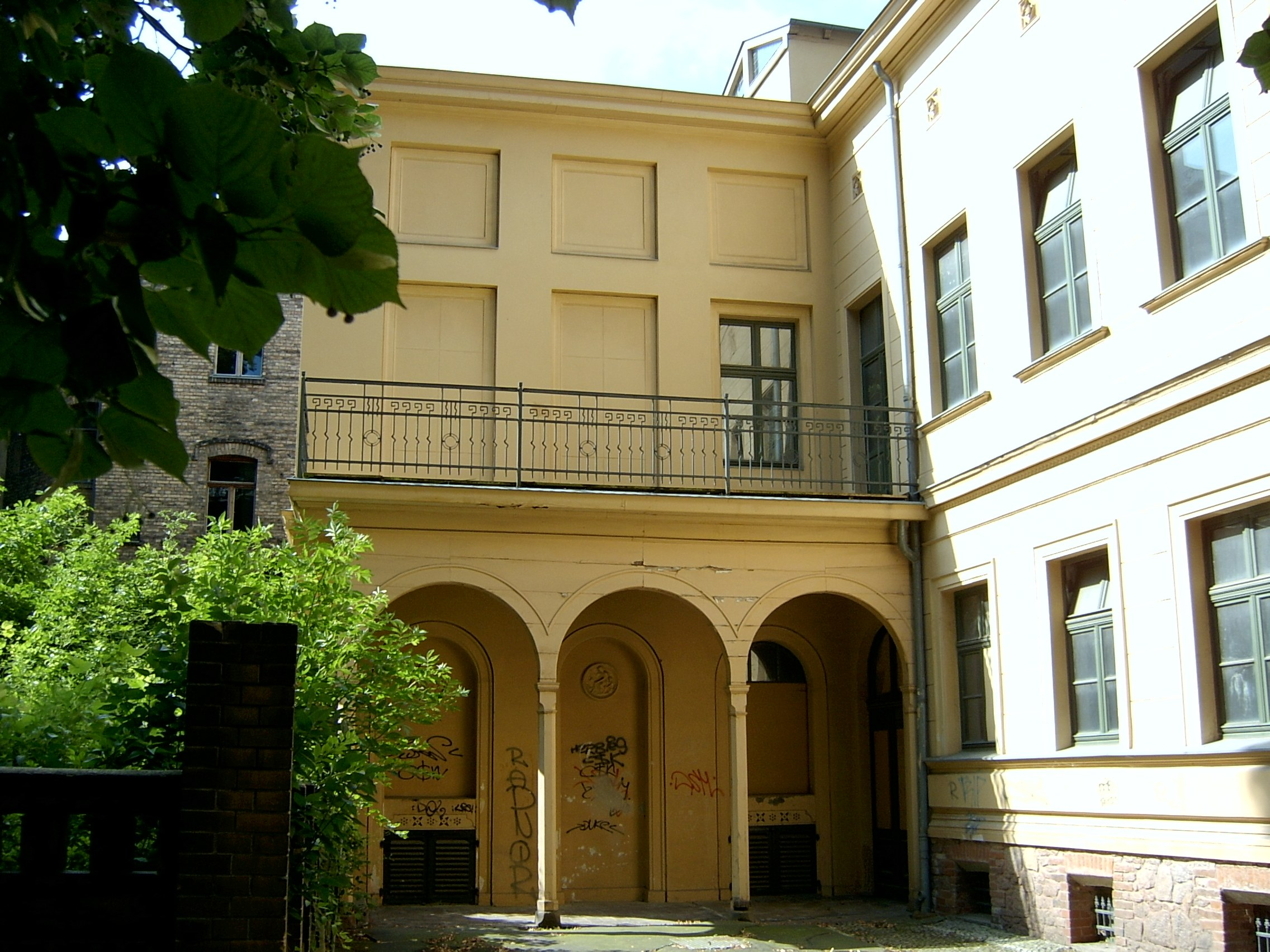
Hinteransicht Große Märkerstraße 11

#### Nummer 11
Die heutige Große Märkerstraße 11 beherbergte eins den Gasthof Zum goldenen Stern. 1833 ging das Grundstück in den Besitz des Zuckerfabrikanten Krüger über, dessen Schwiegersohn Hermann Ferdinand Frenkel hier ein villenartiges Hochhaus errichtete. Frenkel überließ das Haus in den 1870er Jahren verschiedenen Nutzern. So etwa der Central-Stelle für den Nachweis ländlicher Arbeiter und Dienstboten und der Generalagentur der Feuerversicherungsbank für Deutschland zu Gotha. Das Unternehmen Gebr. Ziegler unterhielt ab 1843 für einige Jahre eine Großdestillation auf dem Grundstück. 1920 wurde die Betriebsstätte der bis dahin in der Dorotheenstr. 9 zu findenden Likörfabrik Ottomaar Brehmer hierher verlegt. Das Unternehmen erwarb das Grundstück später und produzierte hier bis in die 1950er Jahre. Im August 1992 wurde das Gebäude umfassend restauriert. 

#### Nummer 12
Die Große Märkerstraße 12 schließt die östliche Seite der Straße in Richtung Großer Berlin ab. Der Haupteingang liegt in der Großen Berlin, daher war die Anschrift bis 1854 „Großer Berlin 417“, bis 1893 dann Große Märkerstraße 13 und seitdem die Nummer 12. Das Haus ist im Vergleich zu den anderen Bauten der Großen Märkerstraße schlicht. Ab den 1830er-Jahren war hier die Papiertapetenfabrik von Johann Schwabe ansässig. 1868 wurde das Gebäude in ein Wohnhaus umfunktioniert. 1863 bis 1858 wohnte hier der spätere Direktor des Stadtgymnasiums auf der Lucke Otto Nasemann (1821–1895). 1873 kaufte Dr. Adalbert Jahn das Haus.

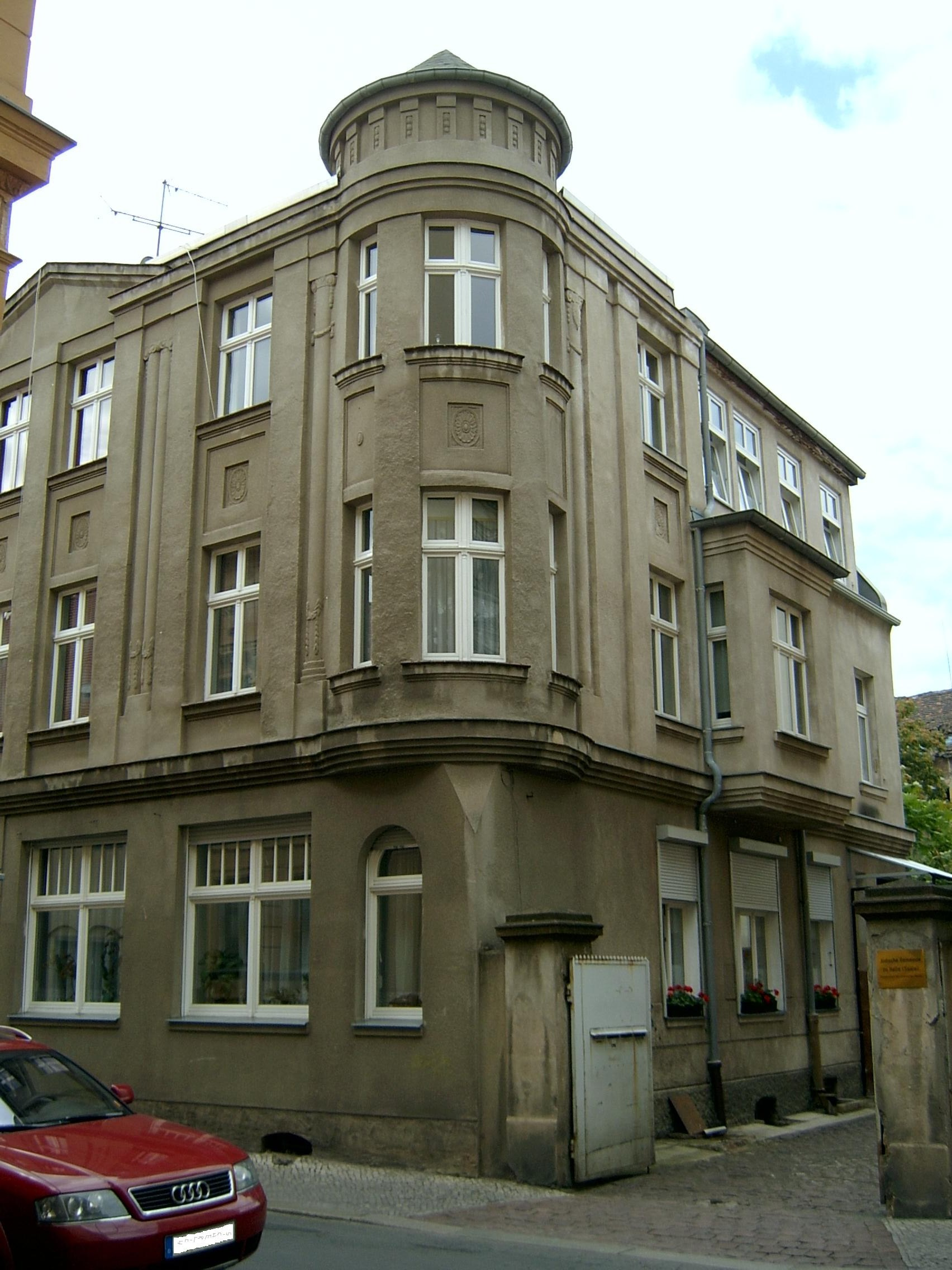
Große Märkerstraße 13

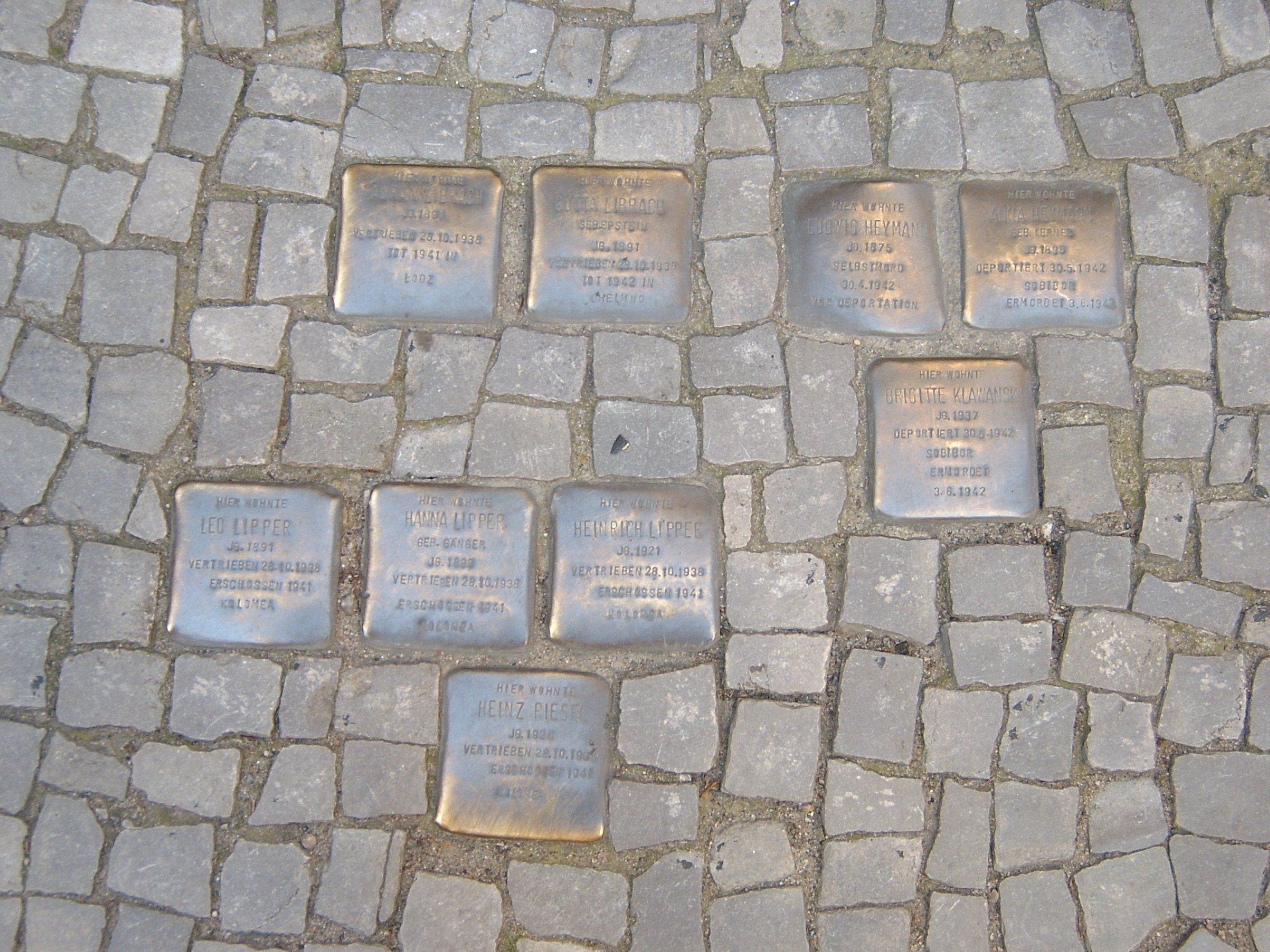
Stolpersteine in der Großen Märkerstraße 13

#### Nummer 13
Die Große Märkerstraße 13 ist ein spätklassizistisches Wohnhaus, welches um die Jahrtausendwende restauriert wurde. Den Bauauftrag für das Gebäude wurde 1876 von Otto Kopf gegeben, der hier eine Niederlassung für die Rum-, Essenzen- und Liquerfabrik Gebr. Kopf errichten ließ. Die 13 wurde von 1881 bis 1884 von Prof. Ernst Schmidt (1845–1921) bewohnt. Nachdem Kopf gestorben war, blieb das Haus vorerst im Besitz seiner Witwe, die es dann 1908 an den Kaufmann Eugen Ehrlich für 65.000 Mark veräußerte, wobei Ehrlich nur 9.000 Mark sofort zahlen konnte. 1910 wurde die Niederlassung abgerissen und an deren Stelle eine Villa in Grauputz errichtet. Ehrlich kam in wirtschaftliche Schwierigkeiten und sah sich 1911 gezwungen, eine Hypothek über 70.000 Mark der Braunschweig-Hannoverschen Bank aufzunehmen. 1915 kam es dann zur Zwangsverwaltung seines gesamten Vermögens. Die jüdische Gemeinde erwarb im April 1918 das Gebäude um hier sowohl Büros, als auch Wohnungen einzurichten. Auf Grund der Wohnungsnot und der damit verbundenen Zwangsverwaltung nach dem Weltkrieg konnte der Plan bezüglich der Büros nicht verwirklicht werden. Trotzdem hielt die Gemeinde an dem Grundstück, das unweit der Synagoge am Großen Berlin lag, fest und zahlte zwei Jahre nach Erwerb des Hauses auch die Hypothek der Braunschweig-Hannoverschen Bank zurück. Auf Grund der Machtübernahme der Nationalsozialisten 1933 wurde die Lage für die Gemeinde schwierig und so verkaufte sie das Haus im August 1937 an die Direktorenwitwe Ida Jung für 39.000 Mark. Dieser faktische Zwangsverkauf verhinderte zumindest das Niederbrennen des Gebäudes, wie es am 9./10. November 1938 mit der Synagoge geschah. Nach dem Zweiten Weltkrieg erhob die jüdische Gemeinde Ansprüche als Wiedergutmachung auf das inzwischen unter Treuhandverwaltung durch die Stadt stehende Gebäude. Am 24. Juni 1949 sprach die Landesregierung des Landes Sachsen-Anhalt der Gemeinde das Grundstück zu. Am 9. Juni 2005 wurden auf dem Gehweg vor dem Grundstück Stolpersteine verlegt. Auch heute (2011) ist hier noch der Sitz der jüdischen Gemeinde zu finden.

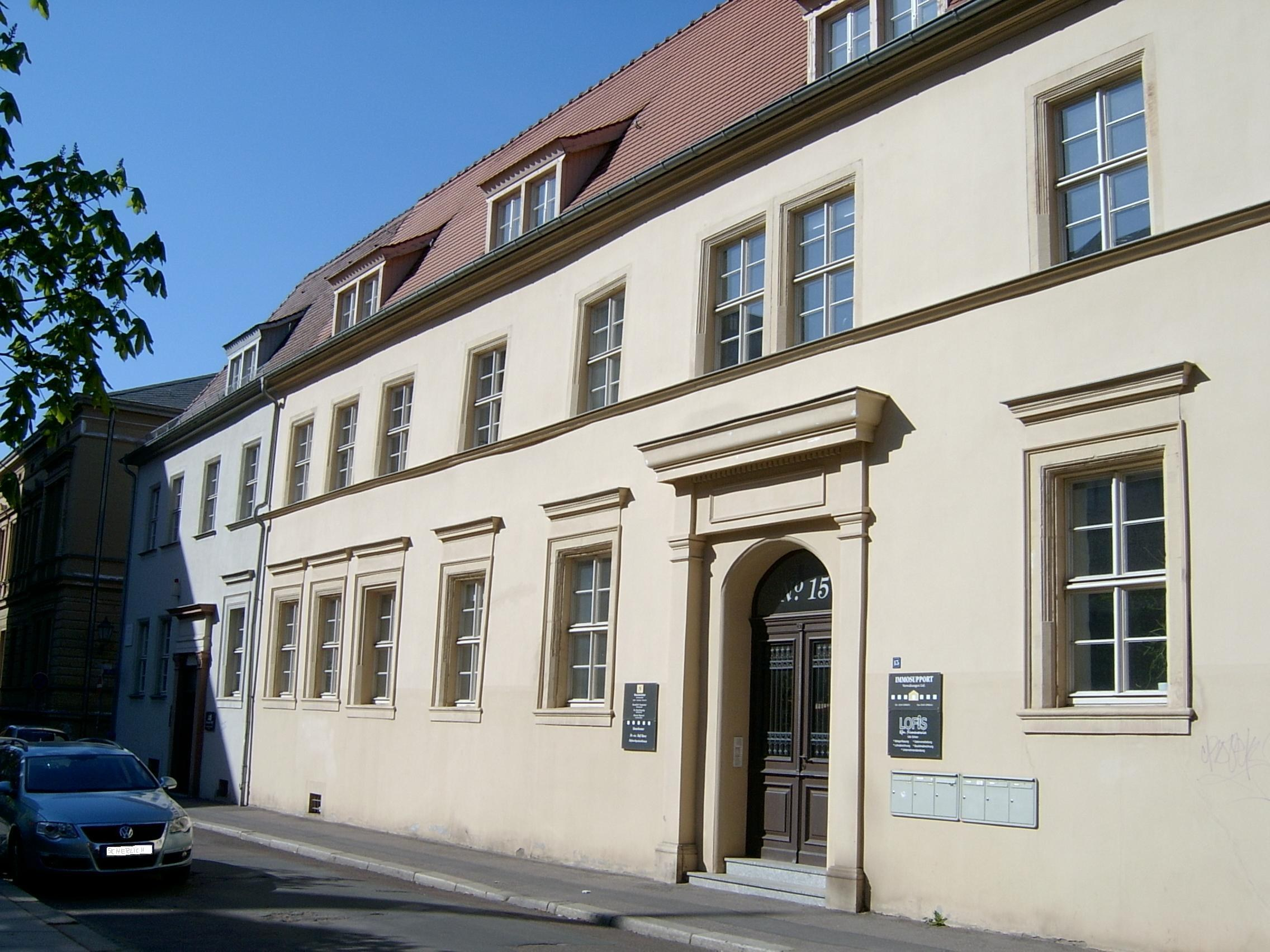
Große Märkerstraße 14 und 15

#### Nummer 14
Die Große Märkerstraße 14 ist ein Eckhaus zur Sternstraße. Früher zählte es zum Ulrichsviertel mit der Nummer 411a, erhielt später die Nummer 438 und seit 1855 trägt es die Nummer 14. Die erste belegte Eigentümerin des Gebäudes war Elizabeth, Withwe des Jacob Brand, der 1554 Lorenz Gräfe (oder Grefe) folgte. Ende des 16. Jahrhunderts erwarb Christoff Kunat, wahrscheinlich Sohn des Ratsmeisters Barthol Kunat, das Haus für den recht hohen Preis von 950 Gulden. Auf Grund des hohen Kaufpreises wird vermutet, dass es sich bei dem Haus um einen Neubau handelte. Am 26. September 1614 erwarb der Ratsmeister Jeremias Redel das Haus von der Familie Kunat. Ihm folgte sein gleichnamiger Sohn und diesem Heinrich Dürfeld als Eigentümer. Ein Jahr nach dem Tod Dürfelds brach am 17. September 1683 ein Feuer auf dem Kleinen Berlin aus und vernichtete 24 Häuser und 10 Scheunen, unter den Häusern war auch die heutige Große Märkerstraße 15. Das Grundstück lag danach bis 1696 brach. 1696 wurde es von der Familie Katzsche (auch Katsche) neu bebaut. Um 1699 erwarb der Jude Assur Marx das Gebäude. Nach dem Tod Marx’ 1730 blieb das Haus vorerst im Eigentum seiner Nachkommen, bevor es 1808 vom Schornsteinfeger Johann Carl Elsässer erworben wurde. Nach 1856 erwarb der Weinhändler Jacob Broich das Haus, der hier ein Lokal eröffnete, welches aber 1886 Konkurs anmelden musste. Hiernach erwarb die Weingroßhandlung F.A. Jordan das Haus. Der Pächter Heinrich Tischbein betrieb hier ab dem 2. Oktober 1887 die Weinstube unter dem Namen Vater Rhein. 1906 wurde die Wirtschaft von Albert Altenberg als Altenbergs Bier- und Weinstuben weiter betrieben. Die Weinstube überlebte auch die Weltkriege. Im Zweiten Weltkrieg gehörte die Gaststätte drei Schweizern, Weber-hoffmann und Hoffmann. Im Hinterzimmer, dem "Rosinensack" (die Gäste waren die Rosinen) trafen sich Artisten, Künstler und Schauspieler wie Pola Negri, Dr. Albrecht Schoenhals u. a. Im Februar 1945 wurde das Haus für vordringliche kriegswichtige Zwecke dem 1./LU Rgt 231 zur Benutzung zugewiesen. 1946/47 wurde Hellmut Möckel als Besitzer der Altenberger Weinstuben vermerkt.

#### Nummer 15
Die Große Märkerstraße 15 war früher Teil eines Gesamtgrundstückes zusammen mit der heutigen Nummer 14 und 16. Die Trennung der Grundstücke erfolgte zwischen 1785 und 1827, danach erhielt das Haus die Anschrift Ulrichsviertel 411b. 1808 erwarb die Familie Elsässer das Haus. Ab 1860 wurde die durch Heirat mit den Elsässern verbundene Familie Mangold als Besitzer genannt. 1872 öffnete die Praxis von Dr. Oscar Dümke im Haus. 1909 erwarb die Verbandsbank gewerblicher Genossenschaften GmbH das Haus von der Familie Mangold und richtete hier nach einem großen Umbau ihre Geschäftsräume ein.

#### Nummer 16 bis 19
Die Nummer 16 ist das Eckgrundstück zur Kutschgasse. Die Nummer 16 trägt es seit 1893, davor war es ab 1855 die Nummer 17. 1717 wurde hier ein Backhaus errichtet, zuvor befand sich eine Scheune an dieser Stelle. Das Haus wurde bis zu seinem Abriss im 20. Jahrhundert von Bäckern genutzt.
Das Haus mit der Nummer 17 wurde in den 1980er-Jahren abgerissen, nachdem es lange Zeit leer gestanden hatte. Wer Baumeister oder Auftraggeber des Hauses waren, ist nicht bekannt. Der erste urkundlich nachweisbare Besitzer des Hauses Ulrichsviertel 409, war der Jurist Georg Müller. 1773 richtet Andreas Gallas aus Maton bei Graubünden eine Zuckerbäckerei im Haus ein.

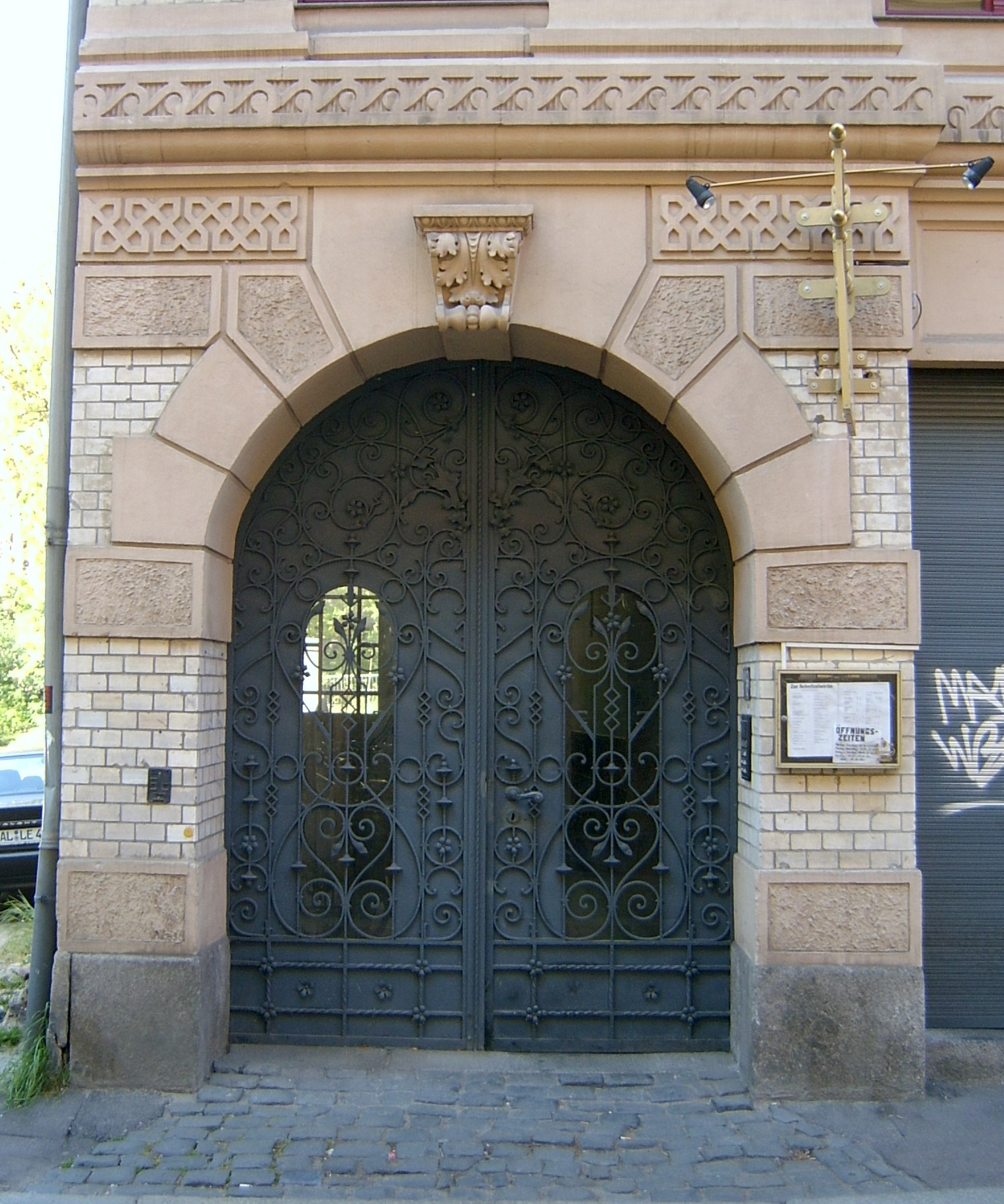
Eingang der Großen Märkerstraße 18

Die Große Märkerstraße 18 ist ein Wohnhaus, das 1890 errichtet wurde, aber bereits im 16. Jahrhundert befand sich hier ein Wohnhaus unter der Anschrift Ulrichsviertel 408. Die ersten bekannten Besitzer waren Hans und Gregor Müller.
Die Große Märkerstraße 19 verfiel nach dem Zweiten Weltkrieg und wurde in den 1970er-Jahren schließlich abgerissen. Es wird vermutet, dass sich an dieser Stelle einst der befestigte Hof des Rittergeschlechts Merkelin befand. Die angrenzende Straße, heute die Kuhgasse, wurde 1315 als mercelines strate bezeichnet. Der erste urkundlich nachweisbare Besitzer des Ulrichsviertel 407 war Hans Müller, welcher 1533 als Eigentümer genannt wurde.

#### Nummer 20 – Zum groben Gottlieb
Die Große Märkerstraße 20 war ein Ratslehen und wurde um 1310 bebaut. Erster gesicherter Besitzer des damaligen Ulrichsviertel 405 war Otto Wogau im 15. Jahrhundert. Um 1618 erwarb Caspar Neefe (1588–1661) das Haus. Neefe wurde nach seinen Studien in Leipzig und Jena Pfänner und später Mitglied des Rats der Stadt. Der Gastwirt Christian Adam Leonhardt erwarb 1768 das Haus für 2.250 Taler. Für weitere 100 Taler erhielt er die Genehmigung, hier eine Wirtschaft zu betreiben. 1784 erwarb Johann Christian Woltaer (1744–1815) das Haus. Er war Professor der Rechte und Ordinarius an der Juristischen Fakultät der Universität Halle. Nach seinem Tod wurde das Haus wieder eine Gastwirtschaft. 
1887 wurde das Haus abgerissen und im folgenden Jahr ein neues errichtet. 1896 übernahm Johann Carl Emerich die Gaststätte und nannte sie Zum groben Gottlieb. Werbung und die für damalige Zeit sehr eigenartige Einrichtung machten das Gasthaus schnell bekannt. Zur Einrichtung gehörten etwa Wäscheleinen mit Wäschestücken, alte Standuhren und Waffen. Trotz dieser schnellen Bekanntheit blieb der Erfolg aus und der Gastwirt musste bald aufgeben. In den 1930er-Jahren richtete Artur Stricker seine Wirtschaft mit dem Spezialausschank der Brauerei Tucherbräu ein. Die Wirtschaft bestand bis 1953. Im März 1953 eröffnete an ihrer Stelle dann die HO-Gaststätte Tucherbräu. Diese wurde am 9. August 1961 durch die Skat-Klause Herz-As abgelöst. Im September 1970 wurde die Gastwirtschaft dann wieder in Tucherbräu umbenannt. 1979 erfolgte eine Rekonstruktion des Gebäudes und 1983 wurde das Haus für die Bauarbeiterversorgung eingerichtet. Nur zwei Jahre später, am 22. April 1985, wurde erneut das Tucherbräu errichtet, dieses überstand aber die Wende 1989 nicht. Heute befindet sich im Hause wieder eine "Bauernschänke" mit dem Namen Zum groben Gottlieb.
Ab 1991 wurden kleinere Renovierungen im Haus vorgenommen. Immer noch im Privateigentum befindlich, fanden 2005 umfangreiche Renovierungsarbeiten im Haus als auch im Hinterhof und an der rückwärtigen Fassade unter denkmalrechtlichen Bedingungen statt.

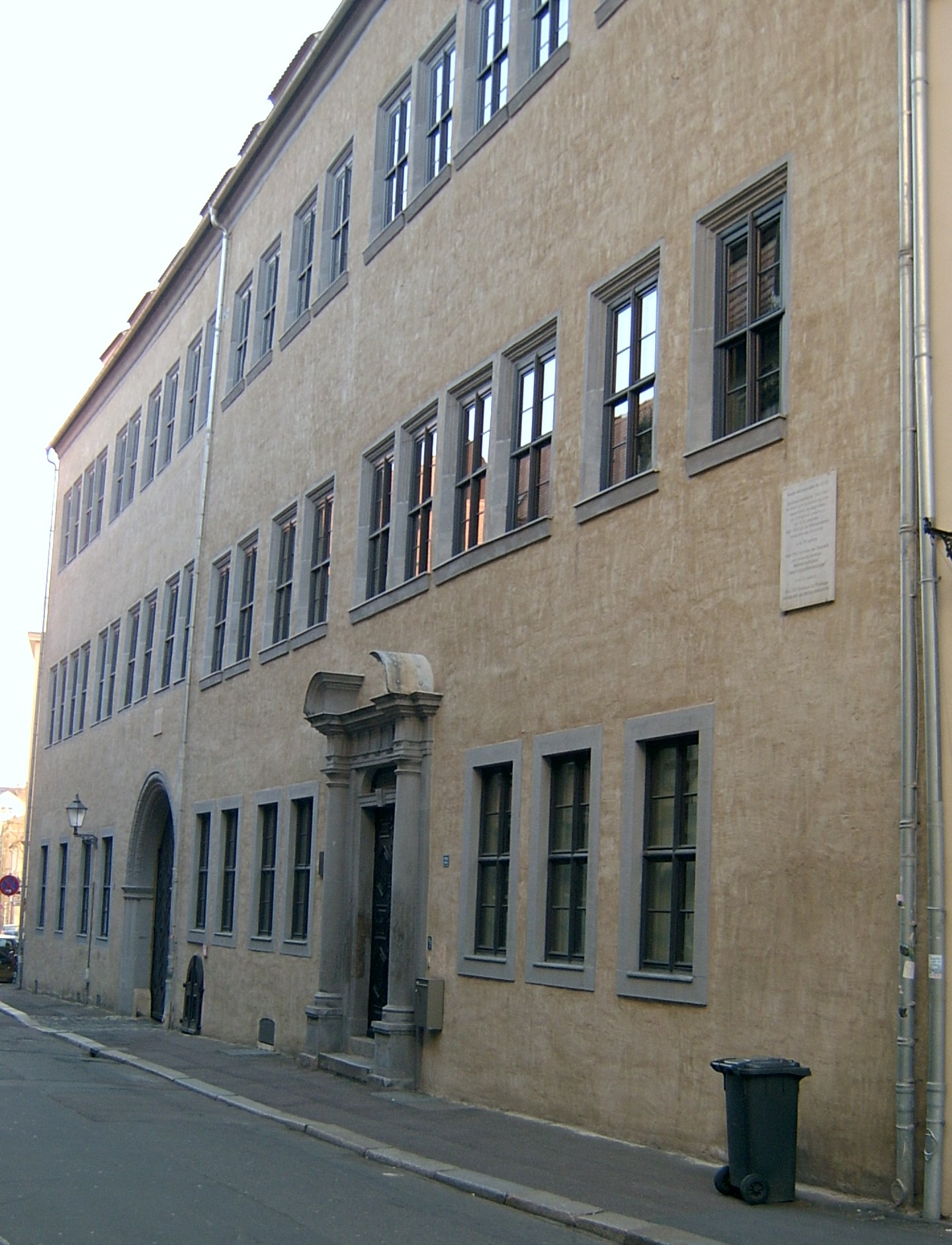
Große Märkerstraße 21/22

#### Nummer 21 & 22
Das Haus Große Märkerstraße 21/22 ist eines der ältesten Häuser Halles und heute das größte Wohnhaus der Straße. Der erste urkundlich belegte Besitzer des Hauses ist Thomas Ließkau. Das Haus trug ursprünglich die Anschrift Ulrichsviertel 404 (in 1854 Große Märkerstraße 454). 1637 erwarb der Fürstlich-Sächsische Geheimrat Curt von Einsiedel das Haus. 1680 erwarb Michel Milié, genannt la Fleur, das Haus für 1.150 Reichstaler um hier eine Ritterakademie zu gründen. Die Genehmigung vom Kurfürsten Friedrich Wilhelm von Brandenburg hatte er erhalten und so richtete er das Haus entsprechend ein. Allerdings gab es Spannungen zwischen dem aus Frankreich stammenden la Fleur und den Hallensern, so dass der Kurfürst Friedrich III. beschloss, in Halle eine eigene Ritterakademie zu gründen. Die Akademie von la Fleur bestand allerdings vorläufig weiter, bis sie am 22. April 1693 offiziell aufgelöst wurde. Am 17. Mai 1718 verkaufte la Fleur den Gebäudeteil der heutigen Nummer 22 für 2.160 Taler an Johann Gottfried Burchardt. Die Nummer 21 blieb vorerst im Besitz la Fleurs und nachfolgend seiner Erben. 
1742 erwarb Christoph Kersten für 825 Reichstaler die Nummer 21 und ihm, bzw. seiner Frau Dorothea, folgte Johann Friedrich Joachim (1713–1767), Professor für Rechtswissenschaften. Der Theologe und Philosoph Friedrich Daniel Ernst Schleiermacher lebte 1804 bis 1807 in der Märkerstraße 21. Er lehrte bis zur Auflösung des Universitätsbetriebs durch Napoleon an der Theologischen Fakultät und war Universitätsprediger der Universität Halle. In seinem Haus traf sich Schleiermacher auch wöchentlich zu einer Gesellschaft mit einigen Studenten, diskutierte mit ihnen oder las vor. Dies empfand er als Bereicherung für sich selbst, aber auch die teilnehmenden Studenten waren sehr von diesen Treffen angetan. Als 1806 die preußischen Truppen die Schlacht bei Halle verloren und die Franzosen die Stadt besetzten, begannen Plünderungen. Französische Soldaten drangen auch in die Große Märkerstraße 21 ein und raubten die Besitztümer der Anwesenden. In den folgenden Tagen wurde das Haus für Zwangseinquartierungen genutzt. Die Universität Halle wurde von Napoleon am 20. Oktober 1806 aufgelöst, so dass Schleiermacher zunächst ohne Arbeit und Mittel war. Einem Ruf der Universität Bremen Mitte November 1806 folgte er allerdings nicht, da er noch Hoffnung hatte, die Universität würde wieder eröffnet. Er verließ Halle dann aber doch Ende 1807, nachdem in Berlin ein Ersatz für die Universität gegründet worden war und er zu den berufenen Professoren gehörte. So wurde Schleiermacher zum Gründungsdekan der Theologischen Fakultät der neuen Berliner Universität, der heutigen Humboldt-Universität zu Berlin.
Die inzwischen getrennte Große Märkerstraße 22 ging von Burchardt an den Professor Siegmund Jakob Baumgarten (1706–1757). Der bedeutendste Besucher der 22 war sicherlich Voltaire, auch wenn dieser nur auf der Durchreise nach Leipzig für einen Tag, wahrscheinlich den 26. März 1753, Station in Halle machte und dabei in die 22 eingeladen wurde. Bis 1803 verblieb das Anwesen im Besitz der Familie Baumgarten. In diesem Jahr erwarb Friedrich Wilhelm von Colbatzky (auch Czolbazacky) das Haus. Colbatzky hatte Mathematik studiert, war dann aber Verleger geworden und gab unter anderem ab dem 2. Dezember 1789 den Hallischen Kurier heraus. Nachdem 1806 die Franzosen Halle besetzt hatten, wurde seine Zeitung verboten, bzw. das Recht zur Herausgabe ging an den Professor Johann Heinrich Tieftrunk. Colbatzky verließ darauf Halle und ging nach Burg bei Magdeburg. Er bzw. seine Erben blieben aber für einige Jahrzehnte weiter Besitzer des Hauses. 1851 bis 1859 betrieb Friedrich Wilhelm Rocco (1819–1897) hier seine Tanzschule.

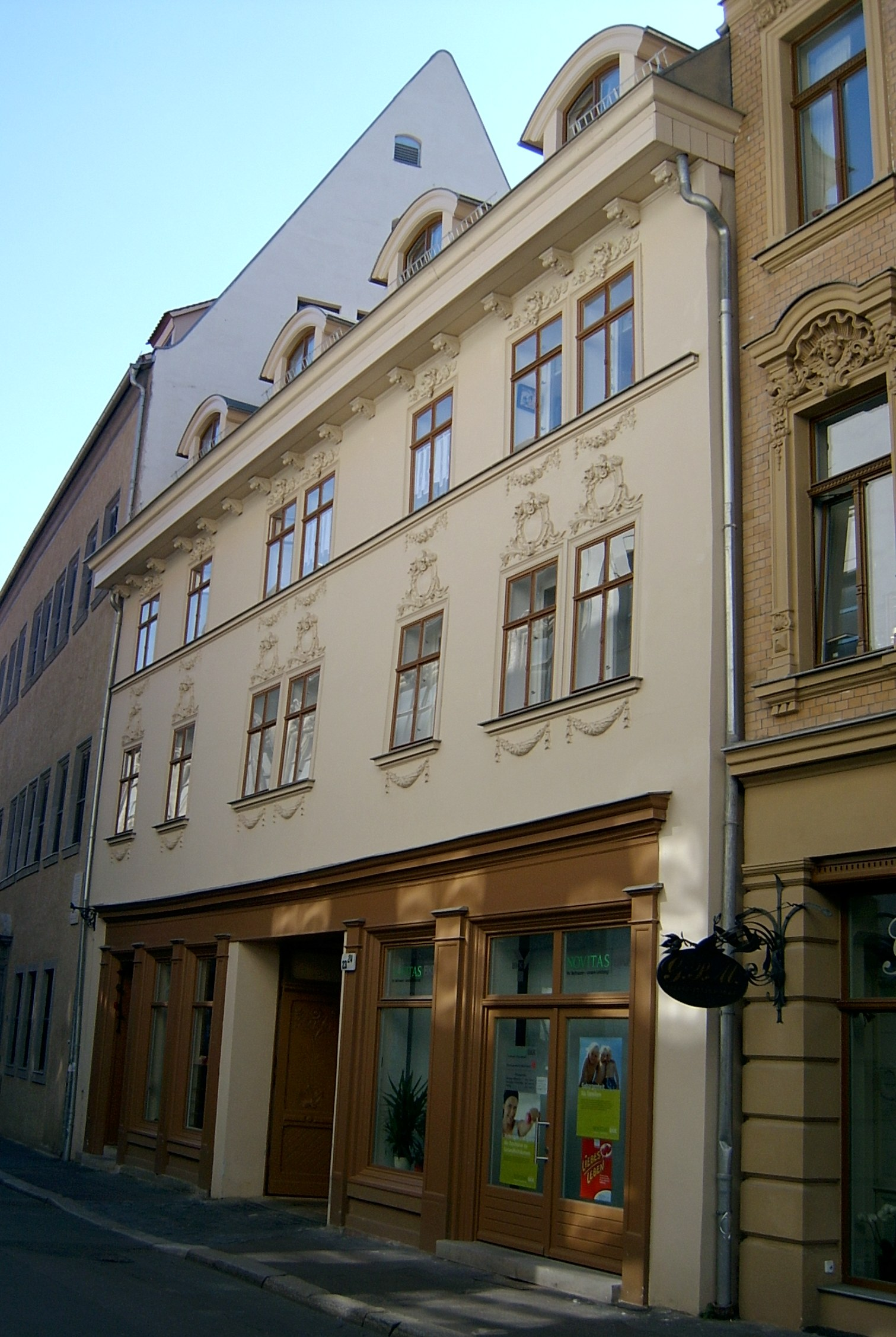
Große Märkerstraße 23

#### Nummer 23
Für die Große Märkerstraße 23, die seit 1893 diese Anschrift trägt, ist 1543 Wolff Habenicht als erster Besitzer urkundlich nachweisbar. Aber möglicherweise gab es bereits im 10. Jahrhundert Gebäude an dieser Stelle. Die Anschrift als Halle nach Viertel nummeriert wurde, war Ulrichsviertel 403. Habenicht folgten verschiedene Besitzer, so etwa 1622 Volradt Scheffer welcher 1622 850 Goldgulden für den Erwerb zahlte. Im Februar 1628 verkaufte Scheffer das Haus für 900 Gulden an Andreas Christian Sartorius. Sartorius war Jurist und betrieb wohl seine Kanzlei hier, ebenso vermutlich auch sein Nachfolger Christian Müller. Am 18. Mai 1674 kaufte Hans Brückner für 600 Goldgulden den Besitz. Der Kutscher richtete hier sein Fuhrgeschäft ein. Dieses Fuhrgeschäft hatte, mit wechselnden Besitzern, bis 1750 Bestand. Im Kaufvertrag von 1744 wurde neben dem Kaufpreis von 1.500 Reichstalern das Grundstück beschrieben. So befanden sich darin sechs Stuben, fünf Kammern, zwei Keller, vier Boden zum Getreide aufschütten, Stallungen vor sechzehn Pferde und ein guter Brunnen 1797 erwarb Johann Anton Ludwig Flöthe, Kaufmann und Meubleur, das Haus. Er richtete hier ein Möbelverkaufslager ein, das in den folgenden Jahren sehr gut lief. 1829 starb Flöthe, sein Unternehmen wurde noch bis 1859 betrieben. In diesem Jahr erwarb der bereits in der Kuhgasse in Halle tätige Möbelkaufmann Dettenborn das Haus. Eine Hefe- und Backpulverfabrik wurde von Theodor Franz im Haus eingerichtet, das er 1880 erwarb. 1902 erwarb das Unternehmen von Otto Franz das Haus. Anfang der 1950er Jahre ging das Unternehmen in Liquidation und am 6. Oktober 1956 erwarb die Konsumgenossenschaft Halle das Gebäude und errichtete den Sonderladen Die billige Einkaufsquelle. Hier gab es unter anderem Damenkonfektion zu stark reduzierten Preisen.

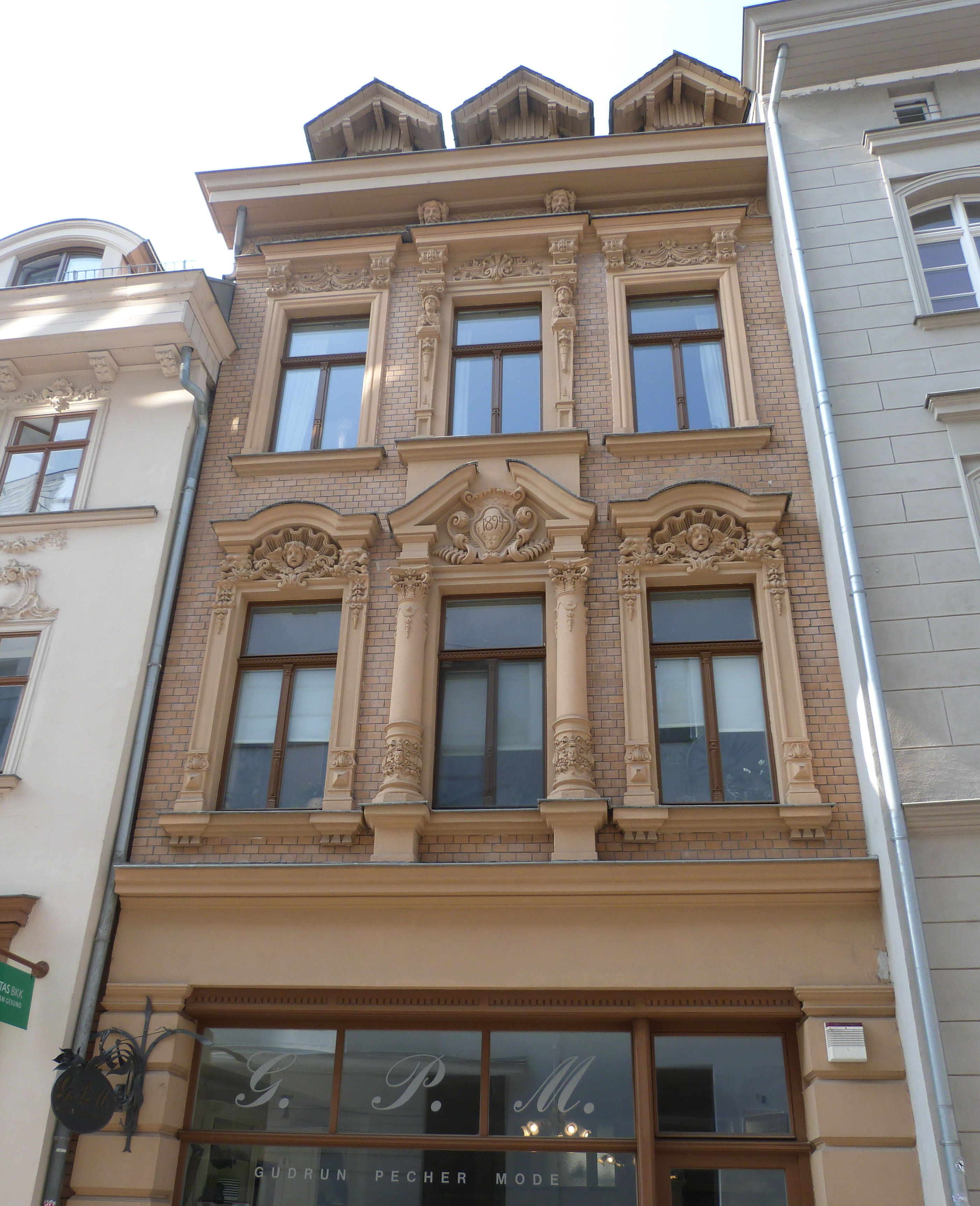
Große Märkerstraße 24

#### Nummer 24
Die Große Märkerstraße 24 ist heute mit der Nummer 23 verschmolzen. Der erste urkundlich nachweisbare Besitzer war Jacob Stubbendorf, der das Grundstück an Hans Renner verkaufte, der es wiederum an Simon Warlitz veräußerte. Die Anschrift war damals Ulrichsviertel 402 und Wallitz verkauft 1687 das Grundstück an Salomon Hartmann, der ein Wirtshaus einrichtete. Am 5. Juni 1725 kaufte Johann Christian Osterhausen das Haus, um hier als Gürtelmeister tätig zu sein. Der nächste Eigentümer von 1740 trug den Namen Christian Wolff. Ob es sich dabei um den Professor und Aufklärer Christian Wolff handelt, ist unklar. Gesichert ist nur, dass der Professor 1741 das Haus Große Märkerstraße 24 kaufte.

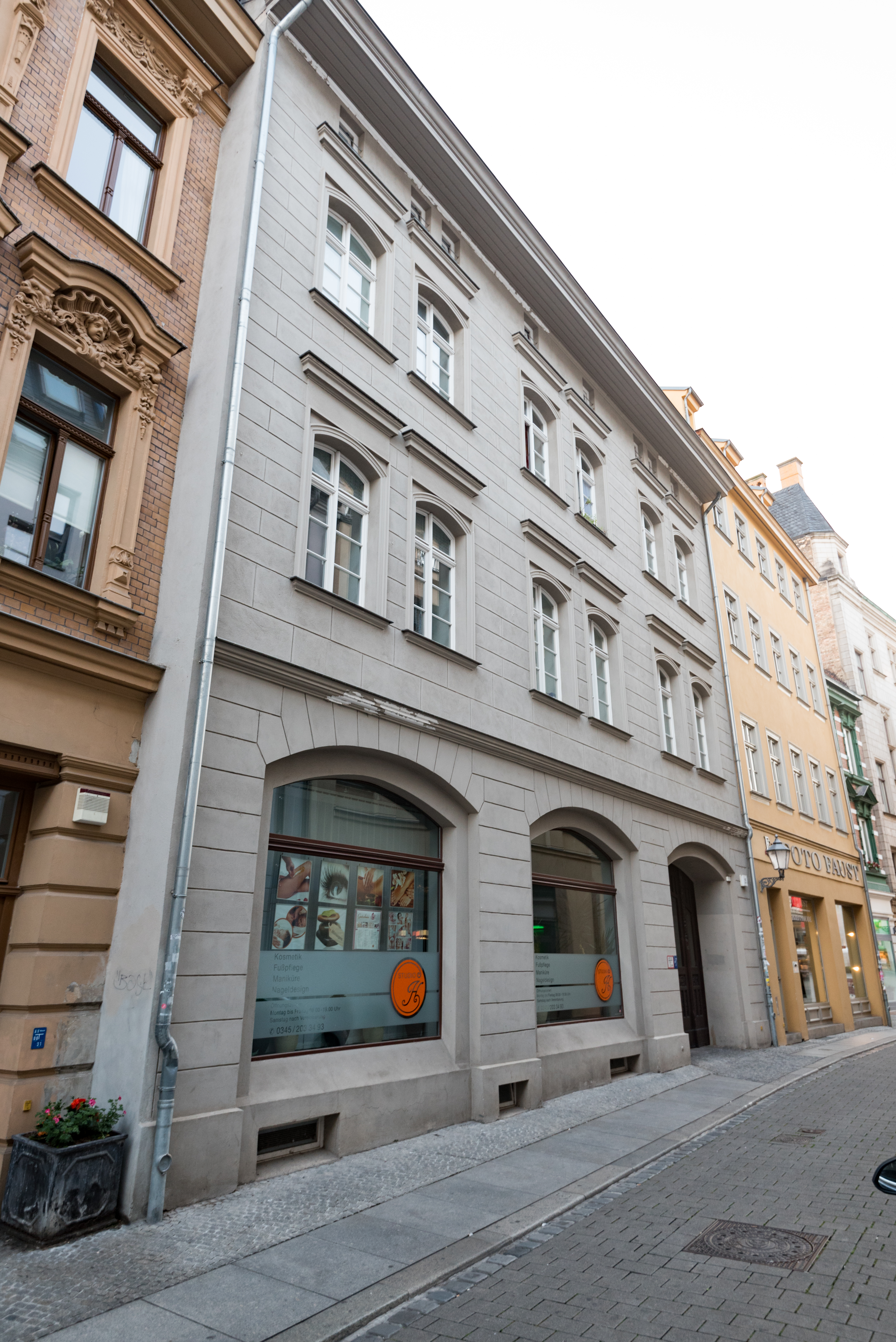
Große Märkerstraße 25

#### Nummer 25
Das Grundstück Große Märkerstraße 25 entstand Mitte des 18. Jahrhunderts aus der Zusammenlegung von zwei Grundstücken. Zu dieser Zeit befand sich das Grundstück im Besitz von Juden, was juristisch damals eigentlich nicht möglich war. Die zwei Grundstücke trugen die Anschrift Ulrichsviertel 400 und 401. Laut Grundbuch der Stadt gehörte die 400 dem Juden in Wogaus Haus und die 401 Marx Assur in Packbusch’s Haus. 1771 wurde Philipp Christian Büchling Eigentümer des nun die Anschrift Ulrichsviertel 458 tragenden Grundstücks. Nach dessen Tod und dem ihm folgenden Eigentümer Jacob Adam David Coqui wurde 1814 die Material- und Tabakhandlung von Johann Friedrich Stegemann errichtet, der das Haus im selben Jahr erworben hatte. Das Geschäft wandte sich im Lauf der Zeit verstärkt den Konditoreiwaren zu. 1920 wurde Adolf Brauer der Eigentümer des Hauses und richtete hier die Geschäftsräume für sein Hallesches Erd- und Feuerbestattungs-Institut ein, das bis Ende der 1950er-Jahre Bestand hatte.

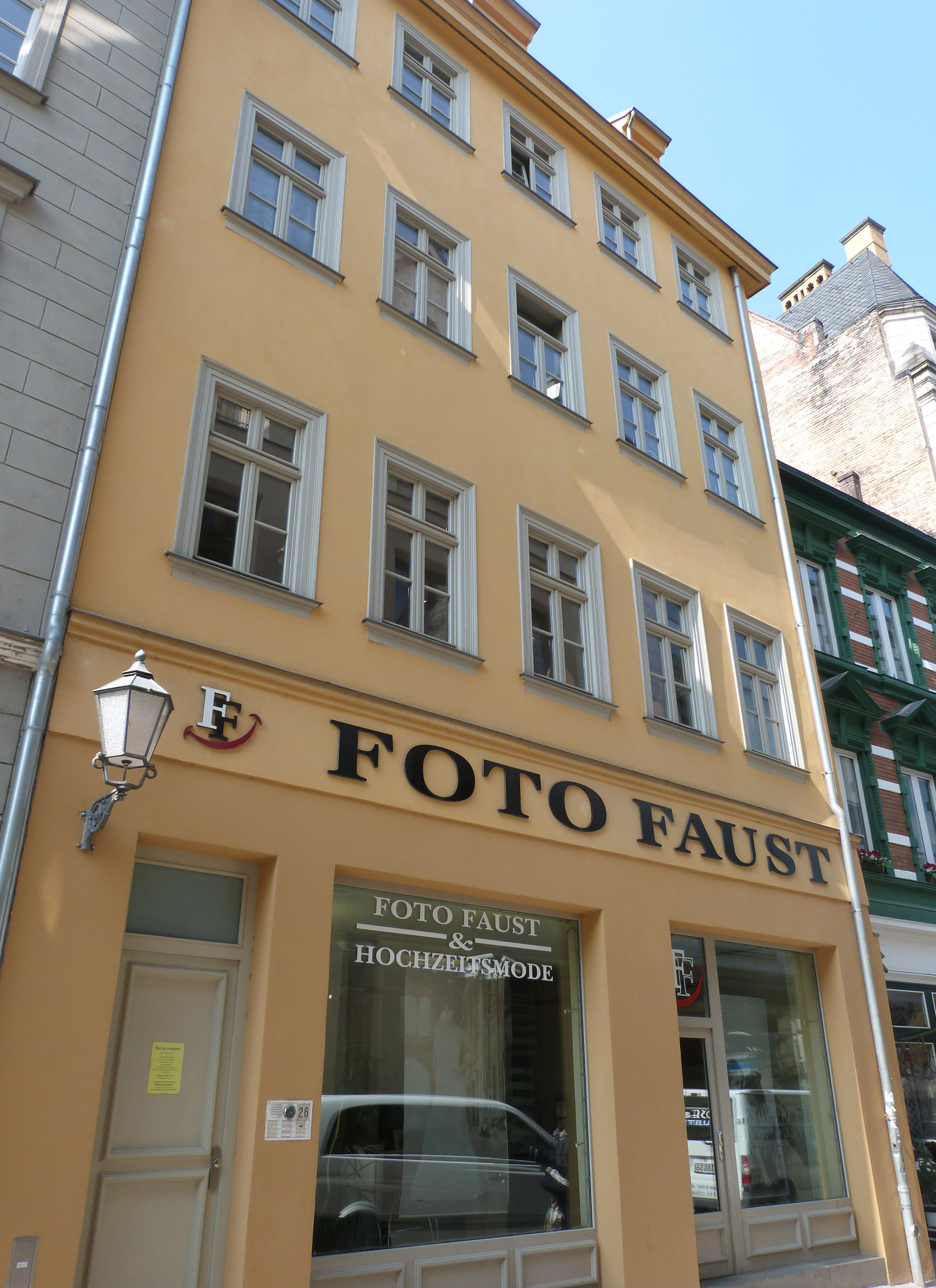
Große Märkerstraße 26

#### Nummer 26 – Zur güldenen Sonne
Der erste urkundlich verbriefte Besitzer der Großen Märkerstraße 26 ist Peter Kotzel, der das Haus um 1500 besaß. Teile des Kellers des Hauses stammen aber bereits aus dem Anfang des 14. Jahrhunderts. In einer Vergleichsurkunde vom 17. August 1558 wird Ursula Kotzl, Witwe eines Sohnes von Peter Kotzel, als Eigentümerin der Merkelstrasse zur Sonnen festgelegt. Die Besitzer, des so oder auch Zur güldenen Sonne genannten, Anwesens wechselten in den folgenden Jahren mehrfach. Zuerst wurde es von Handwerkern genutzt, bis es am 11. Januar 1632 durch den Arzt Dr. Andreas Grahmann erworben wurde. Im 17. Jahrhundert erhielt das Haus die Anschrift Ulrichsviertel 399. 1709 ließ David Christoph Büchling († 1732) das baufällige Haus abreißen und auf dem weiter bestehenden Keller das heute noch erhaltene viergeschossige Haus errichten. Büchling errichtete eine Bortenwirkerei in dem Haus, hatte aber auf Grund eines Verbotes neuer sogenannter Bandmühlen, mit 16 bis 30 Gängen Schwierigkeiten das Unternehmen den neuen Entwicklungen anzupassen. Nachdem Friedrich II. das Verbot aufgehoben hatte, entwickelte sich die Büchlingsche Fabrik aber schnell und konnte eine gewisse Monopolstellung in der Gegend erreichen. Nach dem Tod Büchlings wurde die Fabrik von seinen Nachkommen weitergeführt, bis sie um 1750 auf Grund wirtschaftlicher Probleme schließen musste. Nach dem Ende der Fabrik wurden die Zimmer des Hauses an Studenten vermietet. Am 26. März 1785 erwarb der Kaufmann Friedrich Seidemann das Haus und errichtete hier ein Bekleidungsgeschäft, das nach seinem Tod 1813 von seiner Frau fortgeführt wurde. 1846 erwarb der Tischlermeister Friedrich Gygas das Haus und errichtete ein Möbelmagazin dort. 1892 wurde Georg Schaible Eigentümer, der hier seine Möbel- und Polsterwerkstatt, sowie ein Einrichtungshaus errichtete. Am Ende des Zweiten Weltkrieges wurde das Haus durch in der Nähe einschlagende Granaten beschädigt und danach mühsam wiederhergestellt. Das Möbelunternehmen bestand noch mindestens bis Ende der 1950er-Jahre.

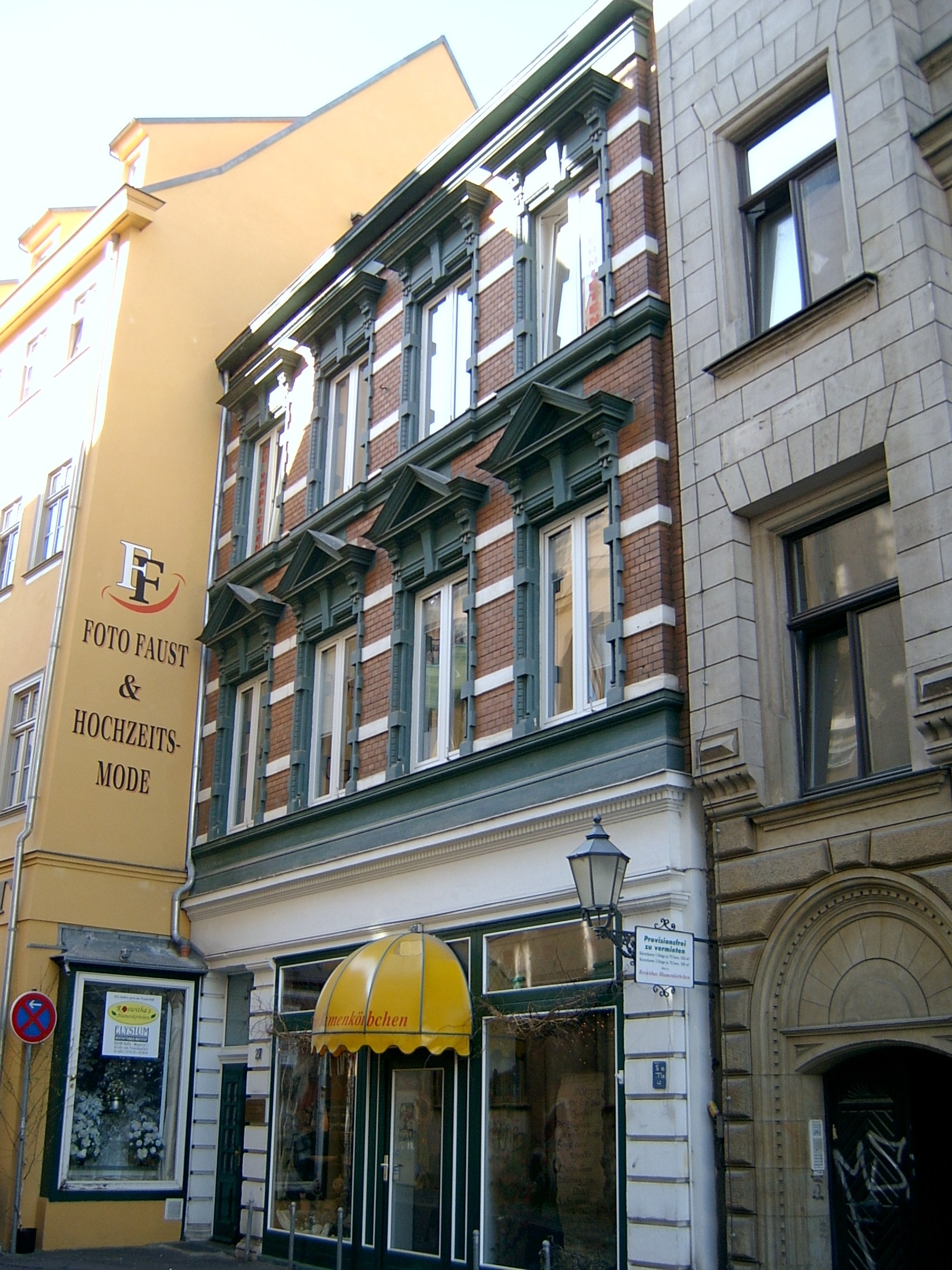
Große Märkerstraße 27

#### Nummer 27

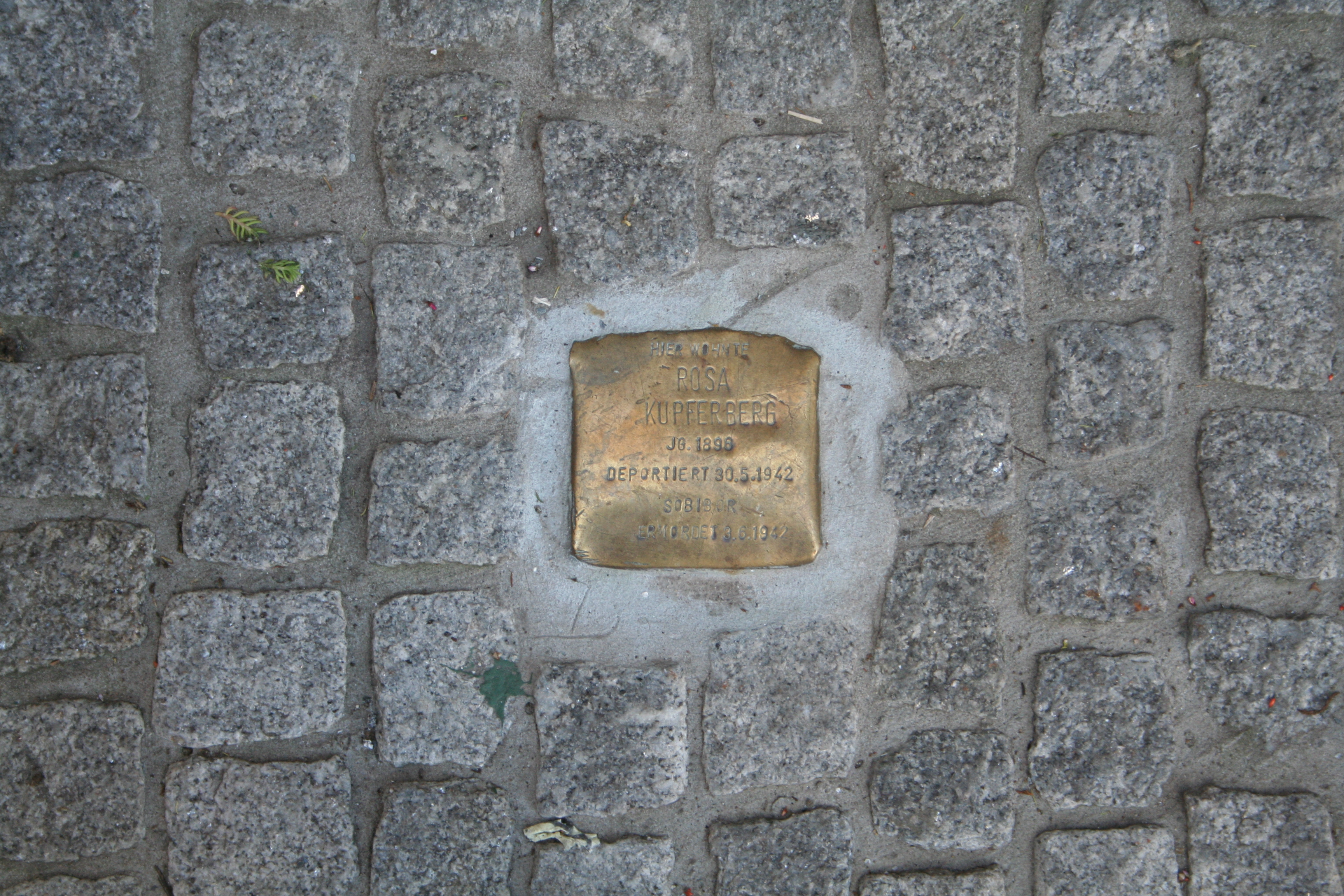
Stolperstein in der Großen Märkerstraße 27

Die Große Märkerstraße 27 trug ursprünglich die Anschrift Ulrichsviertel 398 und später die Nummer 28 in der Großen Märkerstraße. Der erste urkundlich nachweisbare Besitzer lässt sich für Mitte des 16. Jahrhunderts feststellen, zum Namen gibt es aber keine weiteren Erläuterungen. Erster Besitzer über den mehr zu erfahren ist, ist 1674 Gideon Scherer, der als Schuster bezeichnet wird. Das Haus war in den folgenden Jahren Eigentum verschiedener Einwohner Halles, so etwa 1834 des erfolgreichen Unternehmers Heinrich Franz Lehmann (1764–1846) und nachfolgend seines Sohnes, des Bankiers Ludwig Lehmann (1802–1878).

## Anlieger
Heute befindet sich in der Großen Märkerstraße das Landesamt für Denkmalpflege Sachsen-Anhalt, die jüdische Gemeinde zu Halle und das Bürgerbüro der SPD Halle. Das Christian-Wolff-Haus ist Sitz des Stadtmuseums Halle.